# Christophe Huet
Pour les articles homonymes, voir Huet.

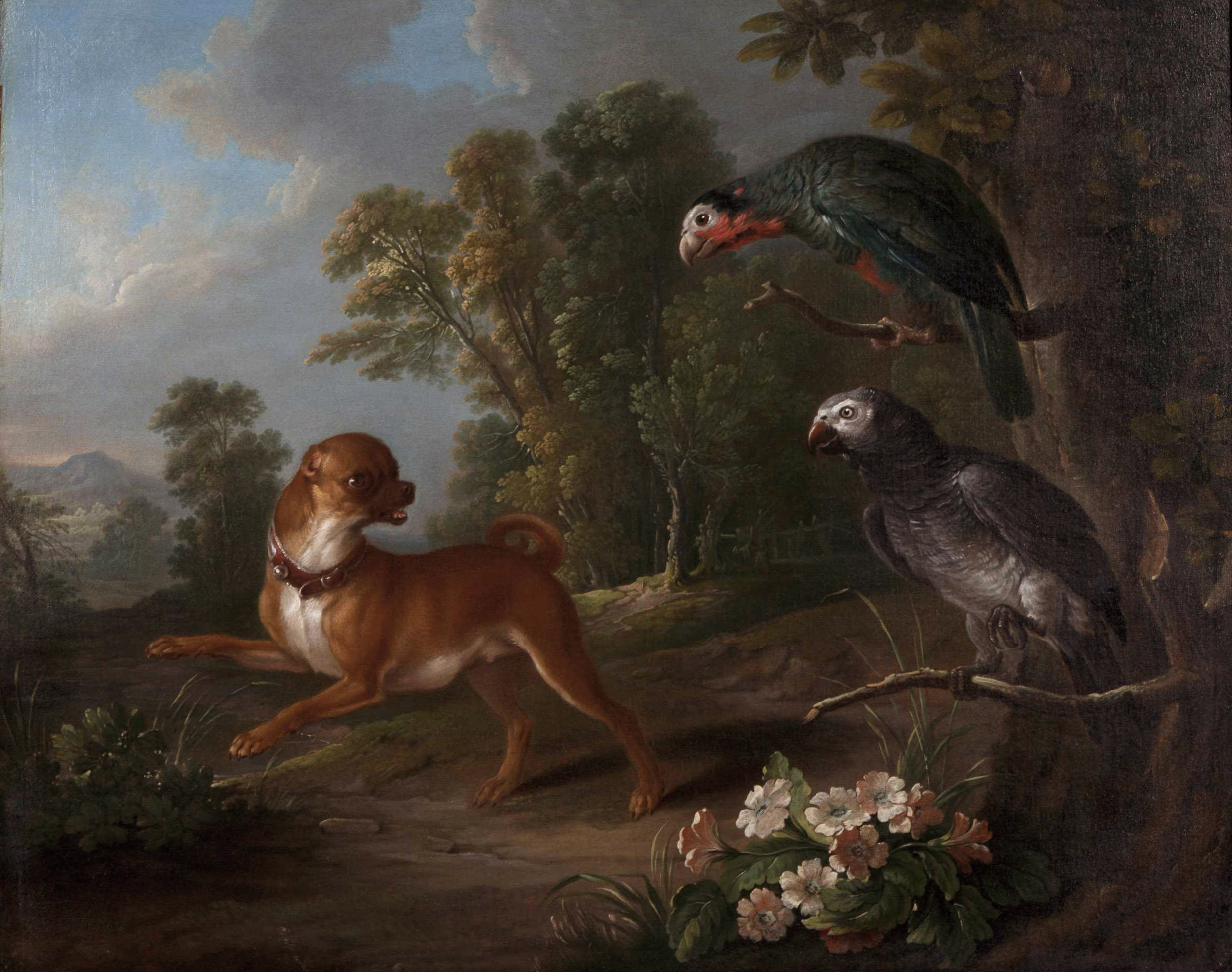
Un carlin et deux gris perroquets africains, dans un paysage

Christophe II Huet est un peintre animalier français né à Pontoise le 22 juin 1700 et mort à Paris le 2 mai 1759.

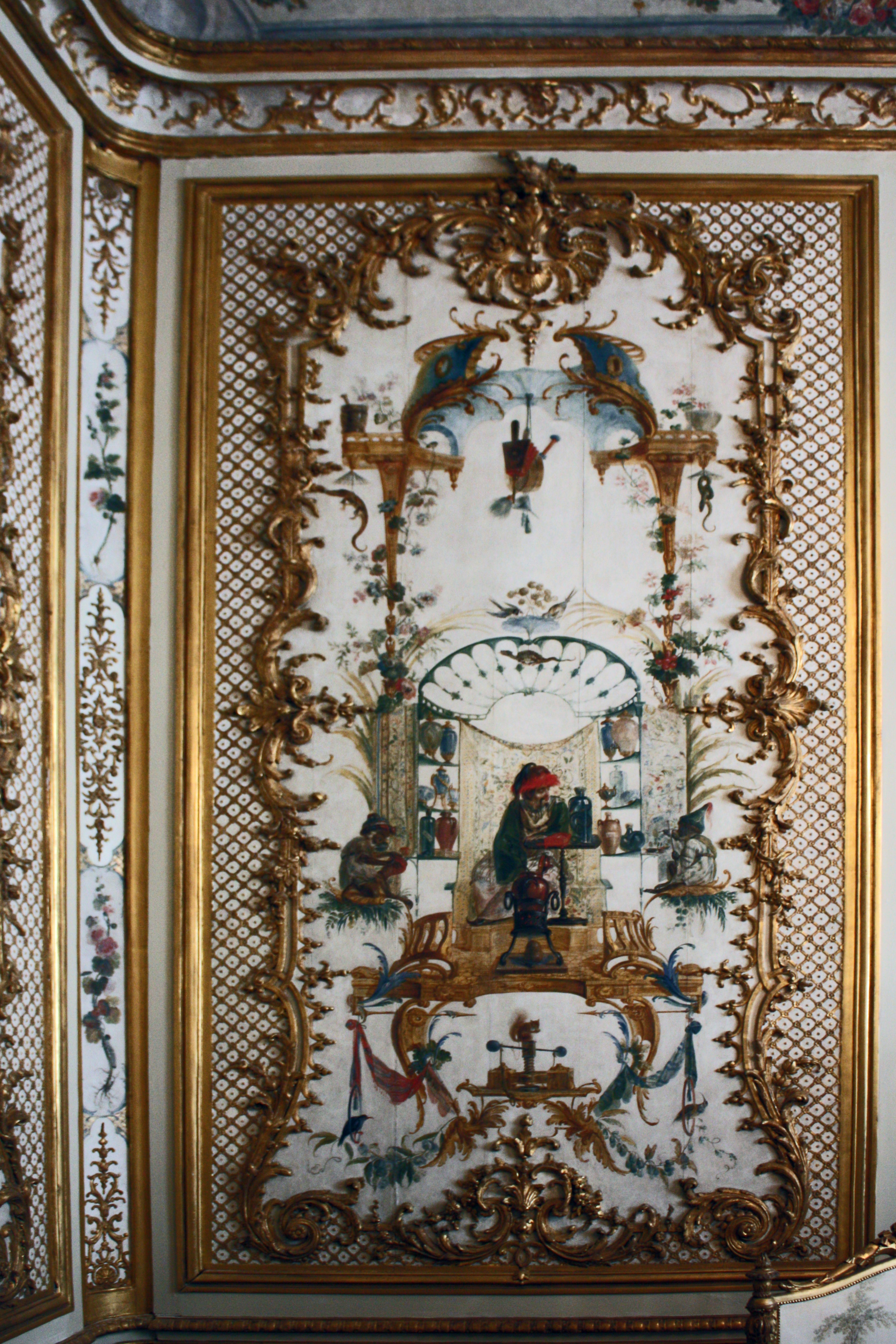
Château de Chantilly-Le Grande Singerie-Allégorie de l'alchimie-20120917

## Éléments de biographie
Fils d'un orfèvre et peintre à ses heures, Christophe I Huet (1663 - av. 1739), Christophe II fut surtout connu pour ses sujets animaliers même s'il réalisa également des scènes de genre et des portraits.
Dès 1733 il collabore avec Claude III Audran aux décors du château d'Anet sur ordre de la duchesse du Maine (le fameux Salon doré aujourd'hui détruit). L'année suivante, il est reçu à l'Académie de Saint-Luc et expose plusieurs figures d'animaux aux « salons » que cette institution organise en 1751, 1752 et 1756. Ses œuvres de jeunesse ne sont pas très connues car elles se confondent bien souvent avec celles de son neveu, Jean-Baptiste. On a longuement prêté à Christophe II un enseignement auprès d'Oudry, qui avait pris plutôt sous son aile son frère Nicolas, spécialisé dans les représentations de fleurs et de fruits.
Certains spécialistes pensent que Christophe II a davantage tiré leçon des archétypes de Desportes.
On lui connaît des décors de salons tels Chantilly ou Champs-sur-Marne. C'est à lui qu'on attribue notamment le décor peint d'un clavecin élaboré en 1733 par François-Étienne Blanchet pour le château de Thoiry.

## Liste des œuvres
- Château de Chantilly et ses Singeries, longtemps attribuées à Watteau par Edmond de Goncourt.
- L'hôtel de Rohan à Paris et son Cabinet des Singes
- Château de Champs-sur-Marne : salon chinois et cabinet en camaïeu (1748), pour le duc de La Vallières
- National Gallery of Art, Washington, D.C. : six Singeries originellement conçues pour un salon du château de La Norville.
- Château de Thoiry : clavecin décoré.
- Château du Bourg-Saint-Léonard : corniches des plafonds